# Kempi
Kempi alias Jerreley Zanian John Slijger né le 18 juin 1986 à Helmond aux Pays-Bas, est un rappeur néerlandais d'origine curacienne. En plus de 10 ans de carrière, Kempi sort trois albums et quatre mixtapes.
Le 22 janvier 2016, le rappeur prend une peine d'emprisonnement de 12 mois pour avoir été en possession de 5,4 grammes de cocaïne et d'une arme automatique.

## Biographie
Jerreley naît à Helmond et grandit à Eindhoven dans la commune de Woensel. Le jeune homme grandit alors dans une famille curacienne de 7 enfants. Son petit frère Wensley, plus connu sous le nom de Klemma est également rappeur. 
Au début de son adolescence, Jerreley est envoyé en foyer d'urgence. Le jeune homme plonge par après dans la criminalité. Entre 12 et 20 ans, le rappeur connait sept faits différents sur son casier judiciaire, notamment la vente de cocaïne et d'héroïne.

## Discographie

### Albums studio
- 2008 : Du Zoon
- 2011 : Het Testament van Zanian Adamus
- 2016 : Rap & Glorie avec The Alchemist
- 2019 : Oompie Keke

### Albums collaboratifs
- 2017 : All Eyez On Us

### Mixtapes
- 2006 : Tsss Kempi
- 2007 : Rap 'N Borie
- 2007 : Mixtape 3.1
- 2009 : Mixtape 3.2: Du Evolutie van 'n Nigga
- 2010 : Du Gangsta Tape: It's Official